# Friedrich Wilhelm Beelen
Friedrich Wilhelm Beelen Constantius (getauft 28. August 1707 in Aachen; † 13. April 1766 ebenda) war Schöffe und Bürgermeister der Reichsstadt Aachen.

## Leben
Beelen wurde am 28. August 1707 in Aachen auf den Namen Friedrich Wilhelm Constantius getauft. Seine Eltern waren der Jurist Philipp Lambert Beelen und dessen Frau Maria Woltera Gevelmans.
Wann Friedrich Wilhelm Beelen zum Schöffen gewählt wurde, ist nicht überliefert. 1732 trat er der Sternzunft bei, der Standesvertretung der Aachener Schöffen. 1738 ist er das erste Mal urkundlich als Schöffe bezeugt. 1756 wurde er zum Schöffenbürgermeister gewählt.
Verheiratet war Friedrich Wilhelm Beelen mit Maria Philippine Theresia Eugenia Isabella de Mahjeu de Warelles. Sie hatten eine Tochter namens Marie Therese Louise Constanze.
Friedrich Wilhelm Beelen starb am 13. April 1766 und wurde am 15. April beerdigt.